# 西沃羅吉 (杜納伊夫齊區)
48°51′25″N 27°0′42″E / 48.85694°N 27.01167°E
西沃羅吉（烏克蘭語：Сивороги）是位於烏克蘭西部赫梅利尼茨基州裏卡緬涅茨-波多利斯基區的杜納伊夫齊市鎮的村莊，面積3.78平方公里，海拔高度276米，2001年人口465，人口密度每平方公里123人。